# ویاتشسلاو دیوونین
ویاتشسلاو دیوونین (استونیایی: Vjatšeslav Divonin؛ زادهٔ ۸ مهٔ ۱۹۷۰) قایقران روئینگ اهل استونی است. وی در بازی‌های المپیک تابستانی ۱۹۹۲ شرکت کرده است.